# Gilbert Levin
Gilbert Levin foi um engenheiro estadunidense, fundador do Spherix e famoso por experimentos no solo de Marte e desenvolvimento da tagatose.
Morreu em 26 de julho de 2021 aos 96 anos de idade.